# Cudworth (South Yorkshire)
Cudworth – wieś w Anglii, w hrabstwie ceremonialnym South Yorkshire, w dystrykcie metropolitalnym Barnsley. Leży 22 km na północ od miasta Sheffield i 246 km na północ od Londynu. Miejscowość liczy 11 644 mieszkańców.